# Новая Урсоая
Новая Урсоая, Урсоая Ноуэ (рум. Ursoaia Nouă) — село в Каушанском районе Молдавии. Наряду с сёлами Новые Танатары и Штефанешты входит в состав коммуны Новые Танатары.

## География
Село расположено на высоте 60 метров над уровнем моря.

## Население
По данным переписи населения 2004 года, в селе Новая Урсоая проживает 200 человек (100 мужчин, 100 женщин).
Этнический состав села:
| Национальность | Число жителей | Процентный состав |
| -------------- | ------------- | ----------------- |
| молдаване      | 200           | 100,0             |
| Всего          | 200           | 100 %             |